# Heliconius jiparanaensis
Heliconius jiparanaensis är en fjärilsart som beskrevs av Heinrich Neustetter 1931. Heliconius jiparanaensis ingår i släktet Heliconius och familjen praktfjärilar. Inga underarter finns listade i Catalogue of Life.